# Library of Congress Control Number
Library of Congress Control Number (LCCN) – numer nadawany elementom skatalogowanym przez Bibliotekę Kongresu wykorzystywany przez amerykańskie biblioteki do wyszukiwania rekordów bibliograficznych w bazach danych i zamawiania kart katalogowych w Bibliotece Kongresu lub u innych komercyjnych dostawców.

## Historia
Biblioteka Kongresu w 1898 roku zaczęła drukować swoje karty katalogowe, a od 1901 roku także je rozpowszechniać. Na każdej z nich znalazł się numer, który służył do identyfikacji i kontroli kart katalogowych. Nosił on nazwę Library of Congress Card Number. Gdy pod koniec lat 60. XX wieku wprowadzono format MARC, nadal używano numeru, ale jego nazwę zmieniono na Library of Congress Control Number (LCCN).

## Struktura
LCCN ma następującą strukturę:
- Prefiks – może być pusty lub zawierać od jednej do trzech małych liter alfabetu[2].
- Rok – mogą to być dwie (dla LCCN sprzed 2000 roku) lub cztery cyfry (dla LCCN przypisanych od 1 stycznia 2001 roku)[3][2].
- Numer seryjny – ma sześć cyfr[2].
- Numer suplementu – nie został nigdy użyty[1].

## Nadawanie numeru
Wydawcy amerykańscy mogą starać się o numer LCCN w ramach Publisher Cataloging in Publication (PCIP). Po złożeniu wniosku wydawca otrzymuje numer LCCN i publikuje go w książce. Dzięki temu biblioteki mają dostęp do rekordu bibliograficznego, ale wydawca zobowiązuje się do przesłania bezpłatnego egzemplarza do zbiorów biblioteki. Jeśli wydawca tego nie zrobi, zostaje wykluczony z programu.

## LCCN a Wikipedia
W module kontrola autorytatywna umieszczanym na dole strony z danym hasłem w Wikipedii przedmiot danego artykułu jest identyfikowany za pomocą identyfikatorów, które pochodzą z 34 zewnętrznych źródeł. Są to kartoteki haseł wzorcowych oraz katalogi biblioteczne. Jednym z nich jest LCCN, czyli Numer Kontrolny Biblioteki Kongresu.